# Cayo Grande (Los Roques)
Cayo Grande es una de isla perteneciente a Venezuela ubicada en el oeste del Mar Caribe o Mar de las Antillas, administrada como parte de las Dependencias Federales de Venezuela y del Territorio Insular Francisco de Miranda, que geográficamente pertenece al conjunto de islas llamado Archipiélago de los Roques y por tanto parte del parque nacional del mismo nombre.

## Ubicación
Se encuentra al este del Mar Caribe, en la parte central de las Antillas Menores, al norte de Venezuela, y en la parte más al sur del Archipiélago.
Al sur de Gran Roque, y de Punta María al este de la ensenada o Bajos de Los Roques, al oeste de la Gran Barrera Arrecifal del Este, y al norte de los cayos Gresquí y Sebastopol.

## Características
Cayo Grande tiene la particularidad dentro del archipiélago de ser la isla de mayor extensión del sector ocupando una superficie aproximada de 15,1 km² (lo que equivale a 1.510 hectáreas) varias veces más grande que la isla más poblada y conocida, Gran Roque.
Su forma al igual que la de cayos como Cayo Sal, fue determinada por las corrientes marinas características del área, cayo Grande es parte de la llamada "Zona de Protección Integral" donde el acceso es controlado y no se permiten actividades sin la debida autorización de las autoridades de Inparques (Instituto de Parques de Venezuela).